# Бжезіни (Підкарпатське воєводство)
Бжезіни (пол. Brzeziny) — село в Польщі, у гміні Вельополе-Скшинське Ропчицько-Сендзішовського повіту Підкарпатського воєводства.
Населення — 2403 особи (2011).
У 1975-1998 роках село належало до Ряшівського воєводства.

## Демографія
Демографічна структура станом на 31 березня 2011 року:
|          | Загалом | Допрацездатний вік | Працездатний вік | Постпрацездатний вік |
| -------- | ------- | ------------------ | ---------------- | -------------------- |
| Чоловіки | 1238    | 310                | 790              | 138                  |
| Жінки    | 1165    | 250                | 629              | 286                  |
| Разом    | 2403    | 560                | 1419             | 424                  |